# Martlhof
Martlhof ist ein Gemeindeteil der Stadt Dietfurt an der Altmühl im Landkreis Neumarkt in der Oberpfalz.

## Geografie
Die Einöde befindet sich etwa sechs Kilometer südsüdwestlich von Dietfurt und liegt auf einer Höhe von 483 m ü. NHN.

## Geschichte
Durch die zu Beginn des 19. Jahrhunderts im Königreich Bayern durchgeführten Verwaltungsreformen wurde Martlhof zum Bestandteil der Ruralgemeinde Meihern. Im Zuge der Gebietsreform in Bayern wurde Martlhof am 1. Januar 1972 zunächst in die damals noch selbstständige Zell aufgenommen und mit dieser zusammen ein halbes Jahr später in die Gemeinde Dietfurt eingegliedert. Im Jahr 1987 zählte Martlhof vier Einwohner.

## Verkehr
Die Anbindung an das öffentliche Straßenverkehrsnetz wird durch eine Gemeindeverbindungsstraße hergestellt, die etwa eineinhalb Kilometer westlich des Ortes von der Kreisstraße NM 23 abzweigt. Eine Zufahrt auf die Bundesautobahn 9 ist an der etwa siebeneinhalb Kilometer westsüdwestlich der Ortschaft gelegenen Anschlussstelle Denkendorf möglich.